# 청량리역 롯데캐슬 SKY-L65 랜드마크 타워
청량리역 롯데캐슬 SKY-L65 랜드마크 타워(영어: Cheongnyangni Stn. Lotte Castle SKY-L65 Landmark Tower)는 대한민국 서울특별시 동대문구 전농동에 위치하고 있다. 청량리4구역에 호텔, 오피스텔, 쇼핑몰 등 랜드마크 타워 1개동이 있다. 지상 42층, 지하 8층이며 높이 199m이고 완공되면 동대문구에서 가장 높은 비주거용 마천루가 될 예상으로 보인다. 완공 후 동대문구에서 가장 높은 비주거용 마천루가 되었다.

## 갤러리

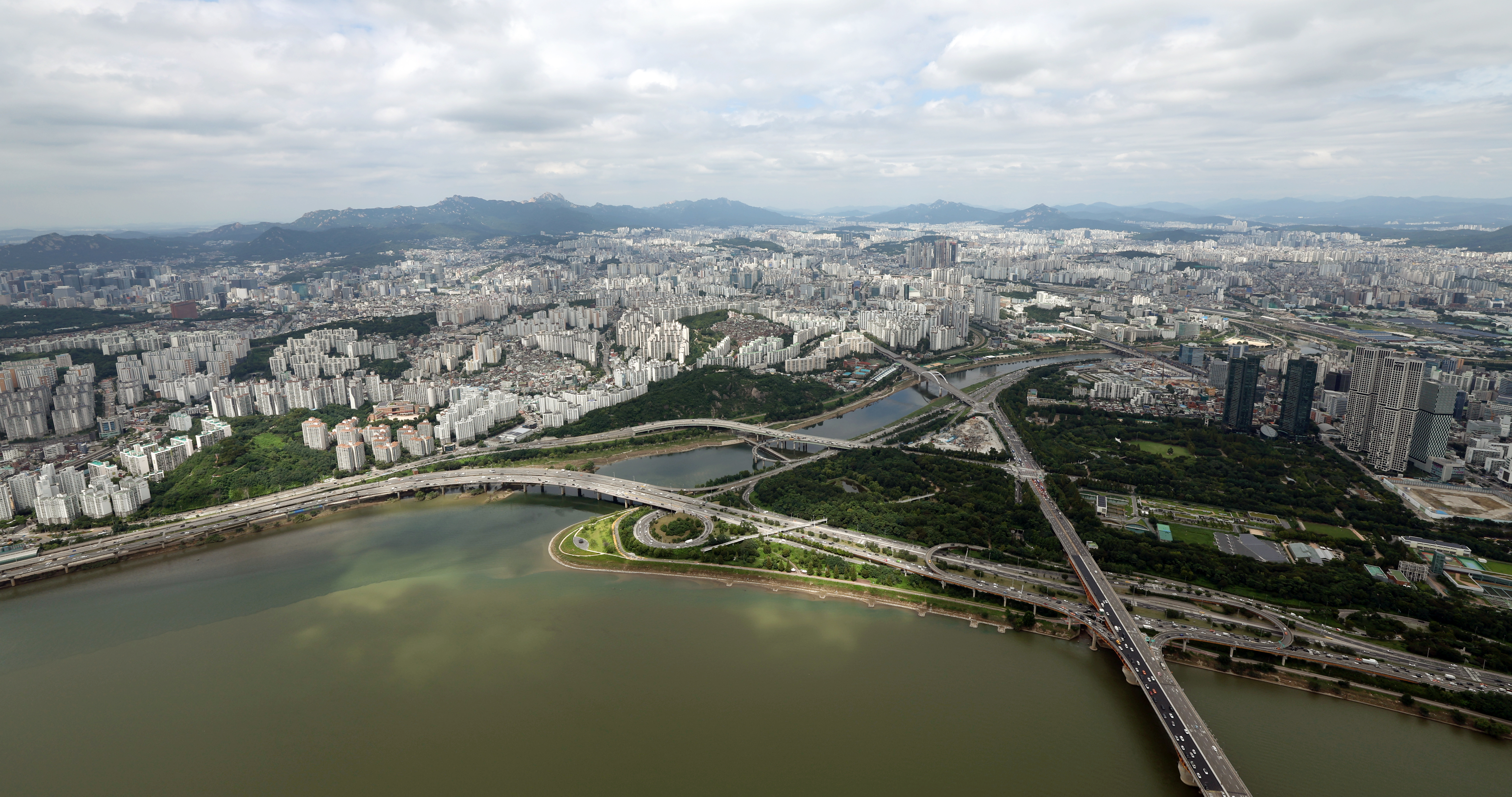
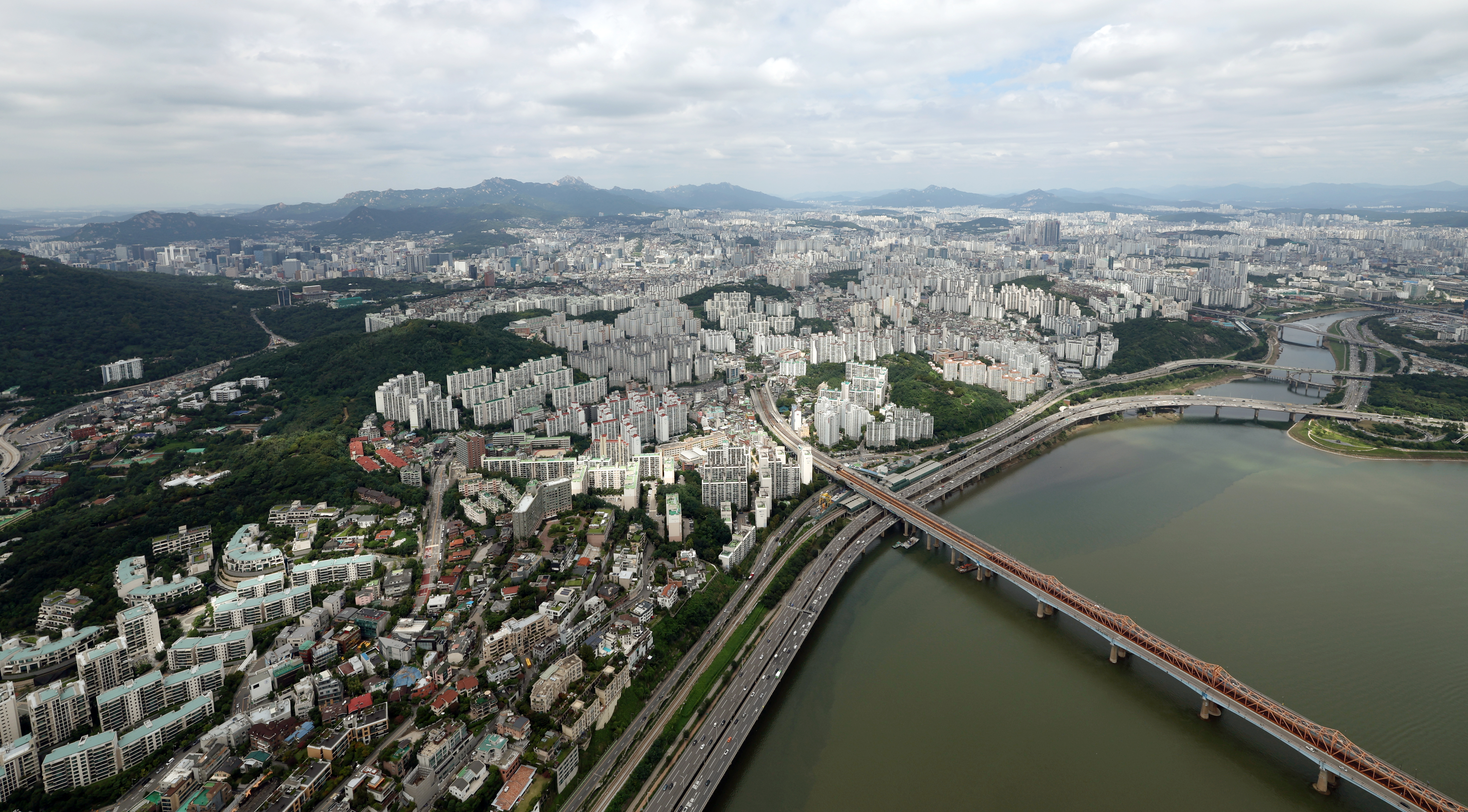
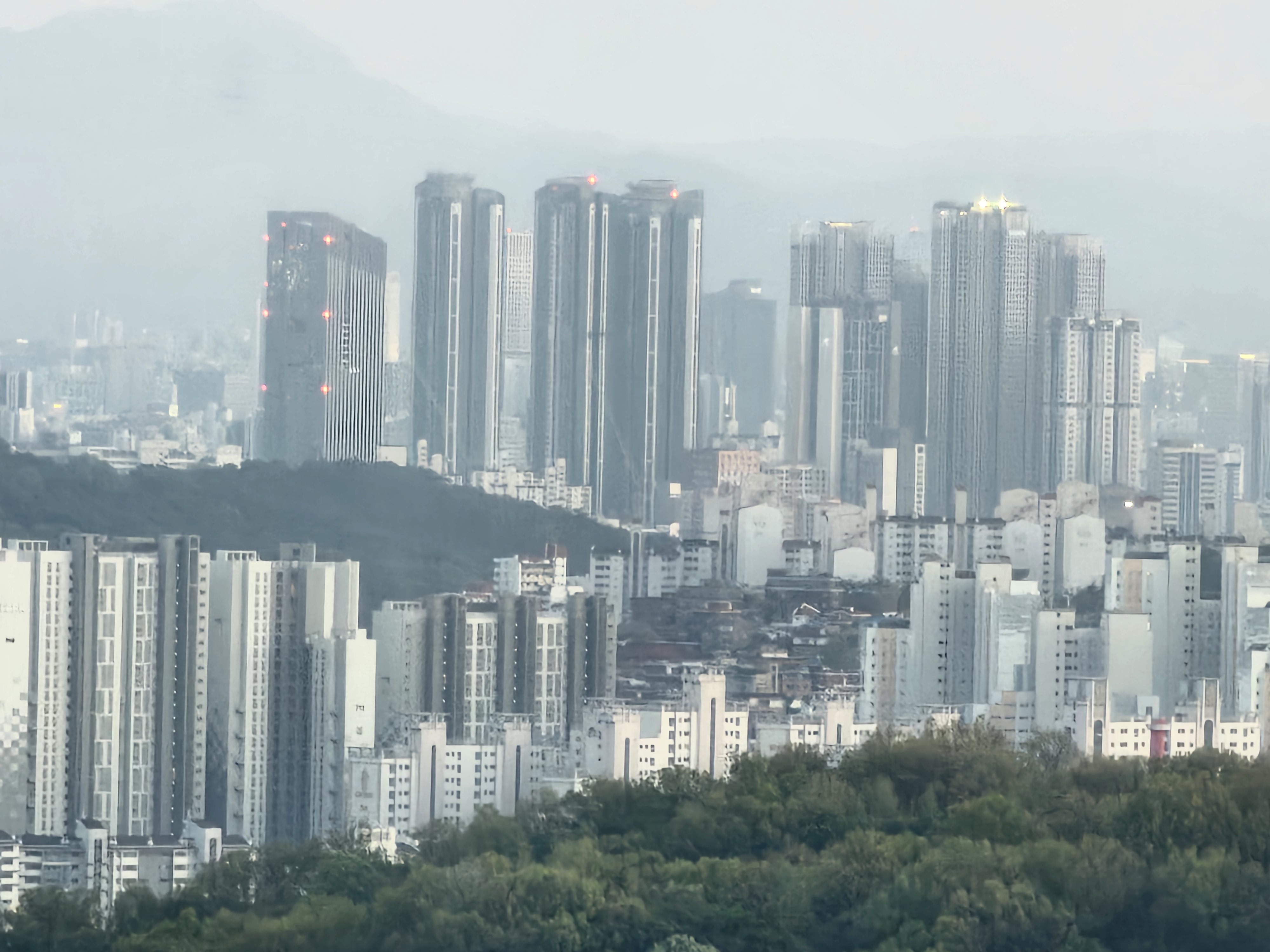

## 역사
2009년 청량리에 초고층 복합단지를 개발할 계획이었다. 2012년 조감도가 바뀌었고 2016년 조감도가 또 바뀌었고 2017년 조감도가 또 바뀌었다. 10월 분양이 끝나면 착공하여 2023년 완공되었다.

## 높이
높이는 185m로 완공된 후 서울 동북권에서 가장 높은 비주거용 마천루가 되었다. 또한, 동대문구에서 가장 높은 비주거용 마천루가 되었다. 서울 한강 이북 지역에서 가장 높은 비주거용 마천루가 되었다. N서울타워는 서울의 한강 이북 지역에 위치하고 있고 청량리역 롯데캐슬 SKY-L65 랜드마크 타워보다 높이가 더 높지만 구조물이므로 마천루 높이에 포함되지 않는다.

## 특징
SKY-L65는 스카이-L65라는 뜻인데 65층을 의미한다. 상업시설 주변에는 아파트가 있고 아파트 주변에는 상업시설이 있다.

## 내부 시설
청량리역 롯데캐슬 SKY-L65 랜드마크 타워의 내부 시설이다.
| 층수                | 시설             |
| ------------------- | ---------------- |
| 27층 ~ 42층         | 오피스텔         |
| 26층                | 피난안전구역     |
| 18층 ~ 25층         | 호텔             |
| 9층 ~ 17층          | 섹션오피스       |
| 7층 ~ 8층           | 호텔 로비        |
| 6층                 | 연회장           |
| 5층                 | 판매시설 등      |
| 지하 1층 ~ 지상 4층 | 판매시설(백화점) |
| 지하 8층 ~ 지하 2층 | 지하주차장       |

## 같이 보기
- 청량리역 롯데캐슬 SKY-L65
- 대한민국의 마천루 목록
- 서울특별시의 마천루 목록